# Robbie Lawler
Robert Glen Lawler (San Diego, 20 marzo 1982) è un ex lottatore di arti marziali miste statunitense.
Combatte nella divisione dei pesi welter per la promozione statunitense UFC, nella quale è stato campione di categoria dal 2014 al 2016.
Precedentemente è stato l'imbattuto campione dei pesi medi nella EliteXC e campione di categoria anche nelle organizzazioni locali Icon Sport e Superbrawl, nonché contendente al titolo Strikeforce nel 2011 quando venne sconfitto dall'allora campione Ronaldo Souza; ha combattuto un incontro anche nella Pride.
La sua carriera è stata caratterizzata da fasi di rendimento estremamente divergenti tra loro: inizialmente una grande promessa dei pesi welter nella sua prima avventura in UFC tra il 2002 e il 2004, successivamente si rassegnò ad un ruolo da comprimario nella divisione dei pesi medi della Strikeforce, dove subì numerose sconfitte fino al suo ritorno nel roster dei welter UFC nel 2013, dove in meno di due anni arrivò a vincere il titolo di campione del mondo.

## Biografia
Lawler è di origini inglesi e filippine. All'età di dieci si trasferisce dalla natia California in Iowa per seguire il padre, un militare; nello stesso periodo comincia a studiare il Karate e successivamente, durante le scuole superiori, ottiene grandi risultati nel football e nella lotta libera. All'età di sedici anni comincia ad allenarsi sotto l'egida di Pat Miletich e dopo essersi diplomato comincia ad allenarsi alla Miletich Fighting Systems.
Ha un fratello maggiore, è sposato e ha un figlio; assieme ai fratelli Hughes gestisce lui stesso una palestra di MMA.

## Caratteristiche tecniche
Lawler è uno striker dotato di mani pesanti che gli hanno consentito il più delle volte di concludere gli incontri vittoriosi con un KO; di contro soffre molto validi grappler.

## Carriera nelle arti marziali miste

### Inizi
La carriera da professionista nelle MMA di Lawler inizia nel 2001 in promozioni minori: qui ottiene quattro vittorie consecutive, tutte per KO nella prima ripresa.

### Ultimate Fighting Championship
Nel 2002 ottiene un contratto con la UFC esordendo nella categoria dei pesi welter contro il più esperto Aaron Riley, vincendo ai punti. Nell'incontro successivo mette KO Steve Berger in quello che fu il primo incontro di arti marziali miste trasmesso via cavo negli Stati Uniti; lo stesso anno stese rapidamente anche Tiki Ghosn.
Nel 2003 subì la sua prima sconfitta quando, durante il secondo round dell'incontro che lo vedeva contrapposto a Pete Spratt, dovette dare forfait a causa della dislocazione dell'anca; tornò alla vittoria nel novembre dello stesso anno contro il quotato Chris Lytle. Lawler divenne quindi una grande promessa dello sport ma nel 2004 affrontò Nick Diaz, ex campione WEC: con grande sorpresa di tutti Diaz mise KO Lawler al secondo round.
Con un record parziale nella promozione di 4-2 Lawler tenta il passaggio ai pesi medi affrontando l'ex contendente al titolo dei pesi mediomassimi Evan Tanner: Lawler venne sottomesso con uno strangolamento durante il secondo round. In seguito a tale sconfitta venne escluso dalla promozione.

### Dal 2005 al 2007
Nel 2005 Lawler combatte subito per il titolo dei pesi medi Superbrawl contro un altro ex UFC, Falaniko Vitale, vincendo per KO. Successivamente ottiene un'altra vittoria, la prima per sottomissione, e nel 2006 lotta per un altro titolo dei pesi medi, quello della promozione Icon Sport, ancora una volta contro Vitale e il risultato non cambia.
Nel settembre 2006 subisce la sua quarta sconfitta in carriera e perde il titolo Icon Sport per mano di Jason "Mayhem" Miller, che si impone con uno strangolamento. Lo stesso anno fa il suo esordio nella prestigiosa promozione giapponese Pride con una vittoria contro Joey Villaseñor, ex dominatore nella KOTC.
Nel frattempo Miller perde il titolo Icon Sport contro Frank Trigg, due volte ex contendente al titolo dei pesi welter UFC, e Lawler, dopo una vittoria in IFL contro Eduardo Pamplona, combatte per il titolo contro Trigg e vince per KO.

### Elite Xtreme Combat
Sempre nel 2007 combatte subito per il titolo dei pesi medi nella promozione EliteXC vincendo ancora una volta per KO contro l'allora campione in carica Murilo Rua, veterano della Pride; nel frattempo viene chiamato a difendere anche il titolo Icon Sport contro Kala Hose, ma Lawler non poté prendere parte all'incontro a causa di un infortunio e di conseguenza venne privato della cintura.
Nel 2008 poté difendere il titolo EliteXC contro l'ex campione dei pesi mediomassimi WEC Scott Smith: l'incontro terminò in un No Contest in quanto accidentalmente Lawler colpì Smith negli occhi; il rematch si tenne due mesi dopo e Lawler difese con successo la cintura per KO tecnico.

### Strikeforce
Nel 2009, a causa del fallimento della EliteXC, Lawler passa alla Strikeforce: esordisce contro l'ex campione dei pesi welter EliteXC e futuro campione Strikeforce Jake Shields, perdendo per sottomissione durante il primo round un incontro catchweight a 182 libbre. Nel 2010 affronta Melvin Manhoef, uno degli striker più forti al mondo, e Lawler riesce nell'impresa di mettere KO il surinamese nella prima ripresa, ottenendo il riconoscimento Sherdog 2010 KO of the Year.
Successivamente avrebbe dovuto affrontare in un rematch Jason Miller, ma l'avversario scelto fu l'ex campione dei pesi mediomassimi Strikeforce ed ex contendente al titolo dei pesi mediomassimi UFC Renato Sobral in un match catchweight a 195 libbre: Lawler pagò la differenza di stazza rispetto all'avversario e venne sconfitto ai punti. Si rifà lo stesso anno stendendo in meno di un minuto la medaglia d'argento olimpica di lotta greco-romana Matt Lindland.
La vittoria gli vale la chance di lottare per il titolo dei pesi medi Strikeforce contro il campione e fuoriclasse di jiu jitsu brasiliano Ronaldo Souza, da cui però Lawler venne sconfitto per sottomissione. Perde anche la successiva sfida contro il berretto verde Tim Kennedy, ma si rifà nel 2012 con la vittoria sul russo Adlan Amagov. Lo stesso anno incassa la sua nona sconfitta in carriera perdendo ai punti contro l'imbattuto contendente Lorenz Larkin.

### Ritorno in UFC
Nel 2013 la UFC completò l'accorpamento della Strikeforce, di fatto dismettendo quest'ultima, e di conseguenza Lawler venne aggiunto al già folto roster dei pesi welter.
Tornò quindi a combattere nell'ottagono il 23 febbraio 2013 contro il top 10 di categoria Josh Koscheck, riuscendo in un impensabile upset con una vittoria per KO durante la prima ripresa che gli valse il riconoscimento Knockout of the Night ed un posto tra i primi dieci contendenti di categoria nei ranking ufficiali della UFC.
Il successivo match, programmato per luglio, vide come avversario definitivo Bobby Voelker dopo che i più quotati europei Tarec Saffiedine e Siyar Bahadurzada diedero forfait causa infortuni: Lawler si impose con uno spettacolare KO per mezzo di un calcio alla testa nei primi secondi del secondo round. In novembre ottenne una vittoria prestigiosissima e inaspettata contro il numero tre dei ranking ed astro nascente dello sport Rory MacDonald e lo stesso Lawler finì nelle prime cinque posizioni nel ranking dei pesi welter.
Grazie al fatto che il titolo dei pesi welter UFC era vacante, Lawler venne scelto come uno dei due contendenti alla cintura assieme all'ex sfidante Johny Hendricks: l'incontro fu combattuto ma Lawler ebbe un calo nel finale e l'avversario riuscì a strappare la vittoria con tutti i giudici che assegnarono il punteggio di 48-47 ad Hendricks; entrambi gli atleti vennero premiati con il riconoscimento Fight of the Night.
Successivamente accettò di sostituire l'infortunato Tarec Saffiedine nel match contro il numero 5 dei ranking Jake Ellenberger a soli due mesi di distanza dall'incontro titolato: Lawler si impose sul pericoloso rivale grazie ad una migliore boxe e vinse per KO tecnico durante la terza ed ultima ripresa. Due mesi dopo, nel luglio 2014, sconfisse ai punti in un incontro equilibrato il numero 5 dei ranking Matt Brown; entrambi gli atleti vennero premiati con il riconoscimento Fight of the Night.

#### Campione dei pesi welter UFC
Già nel dicembre del 2014 poté lottare nuovamente per il titolo contro il campione Johny Hendricks: questa volta Lawler dovette prestare maggior attenzione ai tentativi di takedown dell'avversario e al termine di un incontro molto equilibrato i giudici di gara premiarono il nativo di San Diego, che divenne così il nuovo campione dei pesi welter UFC.
A luglio affrontò in un rematch il canadese Rory MacDonald nella sua prima difesa titolata. Il match fu molto equilibrato e caratterizzato esclusivamente dalla lotta in piedi; dopo una battaglia incredibile durata ben cinque riprese, Lawler pose fine all'incontro con una serie devastanti di pugni sul volto di MacDonald, ottenendo la difesa del titolo e il riconoscimento Fight of the Night. Questo match venne considerato dai fan, dai media e dal presidente Dana White uno dei migliori incontri dei pesi welter nella storia della promozione.
A novembre avrebbe dovuto difendere il proprio titolo contro il top contender Carlos Condit all'evento UFC 193 ma il match, a causa di un infortunio al dito subito dal campione, venne spostato al 2 gennaio 2016 per UFC 195. Lawler difese il titolo in modo controverso, vincendo l'incontro per decisione non unanime, dopo essere stato colpito da numerosi colpi significativi da parte del suo avversario: Condit, infatti, mandò a segno 198 colpi su 504 mentre il campione ne mise a segno 78 su 177. I giudici assegnarono il primo e il quarto round a Condit, il secondo e il quinto per Lawler, invece il terzo fu quello decisivo che diede al campione la vittoria. Entrambi ottennero il premio Fight of the Night.

#### Perdita del titolo
Nella sua terza difesa titolata dovette affrontare il ritornante Tyron Woodley il 30 luglio 2016 all'evento UFC 201: all'inizio dell'incontro entrambi gli atleti cominciarono una fase di studio del proprio avversario, non tentando di effettuare nessun tipo di attacco, ma dopo due minuti Lawler venne colpito in pieno volto da un overhead destro da parte di Woodley, il quale riuscì a finalizzarlo per KO con una serie di pugni e a strappagli il titolo dei pesi welter.
A novembre avrebbe dovuto affrontare Donald Cerrone all'evento UFC 205, ma dopo pochi giorni dall'annuncio dell'incontro Lawler decise di rinunciare per poter prendersi una pausa e prepararsi al meglio al suo prossimo incontro, dopo la brutta sconfitta contro Woodley. L'incontro tra i due si tiene il 29 luglio 2017 all'evento UFC 214 e Lawler riesce ad imporsi per decisione unanime.
Il 16 dicembre 2017 viene sconfitto per decisione unanime dal brasiliano Rafael dos Anjos; a causa della rottura del legamento crociato anteriore, Lawler torna a combattere solo nel 2019 contro il debuttante imbattuto Ben Askren: l'incontro termina in modo controverso in quanto l'arbitro Herb Dean assegna la vittoria per sottomissione ad Askren credendo che Lawler fosse svenuto a seguito della bulldog choke applicatagli dall'avversario quando in realtà Ruthless era ancora pienamente cosciente. Il 3 agosto viene sconfitto per decisione unanime dal campione dei pesi welter ad interim Colby Covington.
Il 29 agosto 2020 affronta invece Neil Magny, perdendo nuovamente per decisione unanime. Il 25 settembre 2021, torna alla vittoria dopo quattro anni contro Nick Diaz vincendo per KO tecnico all'inizio del terzo round.

#### Il ritiro
Dopo UFC 290, in cui ha vinto contro Niko Price, Robbie Lawler ha annunciato sui vari social il suo ritiro dalle competizioni.
L'8 marzo del 2025 la Ultimate Fighting Championship ha annunciato che Robbie Lawler verrà introdotto all'interno della UFC Hall of Fame. Il fighter ha ricevuto i complimenti di Dana White, che lo ha elogiato per quanto fatto in carriera.

## Risultati nelle arti marziali miste
| Risultato  | Record    | Avversario       | Metodo                                    | Evento                               | Data              | Round | Tempo | Città                        | Note                                                                              |  |
| ---------- | --------- | ---------------- | ----------------------------------------- | ------------------------------------ | ----------------- | ----- | ----- | ---------------------------- | --------------------------------------------------------------------------------- |  |
| Vittoria   | 30-16 (1) | Niko Price       | KO (pugni)                                | UFC 290                              | 8 luglio 2023     | 1     | 0:38  | Las Vegas, Stati Uniti       | Ritiro                                                                            |  |
| Sconfitta  | 29-16 (1) | Bryan Barberena  | KO Tecnico (pugni)                        | UFC 276                              | 3 luglio 2022     | 2     | 4:47  | Las Vegas, Stati Uniti       |                                                                                   |  |
| Vittoria   | 29-15 (1) | Nick Diaz        | KO tecnico (pugni)                        | UFC 266: Volkanovski vs. Ortega      | 25 settembre 2021 | 3     | 0:44  | Las Vegas, Stati Uniti       |                                                                                   |  |
| Sconfitta  | 28-15 (1) | Neil Magny       | Decisione (unanime)                       | UFC Fight Night: Smith vs. Rakić     | 29 agosto 2020    | 3     | 5:00  | Las Vegas, Stati Uniti       |                                                                                   |  |
| Sconfitta  | 28-14 (1) | Colby Covington  | Decisione (unanime)                       | UFC on ESPN: Covington vs. Lawler    | 3 agosto 2019     | 5     | 5:00  | Newark, Stati Uniti          |                                                                                   |  |
| Sconfitta  | 28-13 (1) | Ben Askren       | Sottomissione tecnica (bulldog choke)     | UFC 235: Jones vs. Smith             | 2 marzo 2019      | 1     | 3:20  | Las Vegas, Stati Uniti       |                                                                                   |  |
| Sconfitta  | 28-12 (1) | Rafael dos Anjos | Decisione (unanime)                       | UFC on Fox: Lawler vs. dos Anjos     | 16 Dicembre 2017  | 5     | 5:00  | Winnipeg, Canada             |                                                                                   |  |
| Vittoria   | 28-11 (1) | Donald Cerrone   | Decisione (unanime)                       | UFC 214: Cormier vs. Jones 2         | 29 luglio 2017    | 3     | 5:00  | Anaheim, Stati Uniti         |                                                                                   |  |
| Sconfitta  | 27-11 (1) | Tyron Woodley    | KO (pugni)                                | UFC 201: Lawler vs. Woodley          | 30 luglio 2016    | 1     | 2:12  | Atlanta, Stati Uniti         | Perde il titolo dei Pesi Welter UFC                                               |  |
| Vittoria   | 27-10 (1) | Carlos Condit    | Decisione (non unanime)                   | UFC 195: Lawler vs. Condit           | 2 gennaio 2016    | 5     | 5:00  | Las Vegas, Stati Uniti       | Difende il titolo dei Pesi Welter UFC, Fight of the Night                         |  |
| Vittoria   | 26-10 (1) | Rory MacDonald   | KO Tecnico (pugni)                        | UFC 189: Mendes vs. McGregor         | 11 luglio 2015    | 5     | 1:00  | Las Vegas, Stati Uniti       | Difende il titolo dei Pesi Welter UFC, Fight of the Night, Fight of the Year 2015 |  |
| Vittoria   | 25-10 (1) | Johny Hendricks  | Decisione (non unanime)                   | UFC 181: Hendricks vs. Lawler II     | 6 dicembre 2014   | 5     | 5:00  | Las Vegas, Stati Uniti       | Vince il titolo dei Pesi Welter UFC                                               |  |
| Vittoria   | 24-10 (1) | Matt Brown       | Decisione (unanime)                       | UFC on Fox: Lawler vs. Brown         | 26 luglio 2014    | 5     | 5:00  | San Jose, Stati Uniti        | Eliminatoria per il titolo dei Pesi Welter UFC, Fight of the Night                |  |
| Vittoria   | 23-10 (1) | Jake Ellenberger | KO Tecnico (ginocchiata e pugni)          | UFC 173: Barao vs. Dillashaw         | 24 maggio 2014    | 3     | 3:06  | Las Vegas, Stati Uniti       |                                                                                   |  |
| Sconfitta  | 22-10 (1) | Johny Hendricks  | Decisione (unanime)                       | UFC 171: Hendricks vs. Lawler        | 15 marzo 2014     | 5     | 5:00  | Dallas, Stati Uniti          | Per il titolo dei Pesi Welter UFC, Fight of the Night, Fight of the Year 2014     |  |
| Vittoria   | 22-9 (1)  | Rory MacDonald   | Decisione (non unanime)                   | UFC 167: St-Pierre vs. Hendricks     | 16 novembre 2013  | 3     | 5:00  | Las Vegas, Stati Uniti       |                                                                                   |  |
| Vittoria   | 21-9 (1)  | Bobby Voelker    | KO (calcio alla testa e pugni)            | UFC on Fox: Johnson vs. Moraga       | 27 luglio 2013    | 2     | 0:24  | Seattle, Stati Uniti         |                                                                                   |  |
| Vittoria   | 20–9 (1)  | Josh Koscheck    | KO Tecnico (pugni)                        | UFC 157: Rousey vs. Carmouche        | 23 febbraio 2013  | 1     | 3:57  | Anaheim, Stati Uniti         | Passa ai Pesi Welter, Knockout of the Night                                       |  |
| Sconfitta  | 19–9 (1)  | Lorenz Larkin    | Decisione (unanime)                       | Strikeforce: Rockhold vs. Kennedy    | 14 luglio 2012    | 3     | 5:00  | Portland, Stati Uniti        |                                                                                   |  |
| Vittoria   | 19–8 (1)  | Adlan Amagov     | KO Tecnico (ginocchiata in salto e pugni) | Strikeforce: Rockhold vs. Jardine    | 7 gennaio 2012    | 1     | 1:48  | Las Vegas, Stati Uniti       |                                                                                   |  |
| Sconfitta  | 18–8 (1)  | Tim Kennedy      | Decisione (unanime)                       | Strikeforce: Fedor vs. Henderson     | 30 luglio 2011    | 3     | 5:00  | Hoffman Estates, Stati Uniti |                                                                                   |  |
| Sconfitta  | 18–7 (1)  | Ronaldo Souza    | Sottomissione (rear naked choke)          | Strikeforce: Diaz vs. Cyborg         | 29 gennaio 2011   | 3     | 2:00  | San Jose, Stati Uniti        | Per il titolo dei Pesi Medi Strikeforce                                           |  |
| Vittoria   | 18–6 (1)  | Matt Lindland    | KO (pugno)                                | Strikeforce: Henderson vs. Babalu II | 4 dicembre 2010   | 1     | 0:50  | Saint Louis, Stati Uniti     |                                                                                   |  |
| Sconfitta  | 17–6 (1)  | Renato Sobral    | Decisione (unanime)                       | Strikeforce: Los Angeles             | 16 giugno 2010    | 3     | 5:00  | Los Angeles, Stati Uniti     |                                                                                   |  |
| Vittoria   | 17–5 (1)  | Melvin Manhoef   | KO (pugno)                                | Strikeforce: Miami                   | 30 gennaio 2010   | 1     | 3:33  | Sunrise, Stati Uniti         |                                                                                   |  |
| Sconfitta  | 16–5 (1)  | Jake Shields     | Sottomissione (ghigliottina)              | Strikeforce: Lawler vs. Shields      | 6 giugno 2009     | 1     | 2:02  | Saint Louis, Stati Uniti     | Debutto in Strikeforce                                                            |  |
| Vittoria   | 16–4 (1)  | Scott Smith      | KO Tecnico (calci e pugni)                | EliteXC: Unfinished Business         | 26 luglio 2008    | 2     | 2:35  | Stockton, Stati Uniti        | Difende il titolo dei Pesi Medi EliteXC                                           |  |
| No Contest | 15–4 (1)  | Scott Smith      | No Contest (dita negli occhi)             | EliteXC: Primetime                   | 31 maggio 2008    | 3     | 3:26  | Newark, Stati Uniti          | Difende il titolo dei Pesi Medi EliteXC                                           |  |
| Vittoria   | 15–4      | Murilo Rua       | KO (pugni)                                | EliteXC: Uprising                    | 15 settembre 2007 | 3     | 2:04  | Honolulu, Stati Uniti        | Vince il titolo dei Pesi Medi EliteXC                                             |  |
| Vittoria   | 14–4      | Frank Trigg      | KO (pugni)                                | Icon Sport: Epic                     | 31 marzo 2007     | 4     | 1:40  | Honolulu, Stati Uniti        | Vince il titolo dei Pesi Medi Icon Sport                                          |  |
| Vittoria   | 13–4      | Eduardo Pamplona | KO Tecnico (pugni)                        | IFL: Atlanta                         | 23 febbraio 2007  | 3     | 1:36  | Atlanta, Stati Uniti         |                                                                                   |  |
| Vittoria   | 12–4      | Joey Villaseñor  | KO (ginocchiata in salto e pugni)         | Pride 32: The Real Deal              | 21 ottobre 2006   | 1     | 0:22  | Las Vegas, Stati Uniti       | Debutto in Pride                                                                  |  |
| Sconfitta  | 11–4      | Jason Miller     | Sottomissione (triangolo di braccio)      | Icon Sport. Mayhem vs. Lawler        | 2 settembre 2006  | 3     | 2:50  | Honolulu, Stati Uniti        | Perde il titolo dei Pesi Medi Icon Sport                                          |  |
| Vittoria   | 11–3      | Falaniko Vitale  | KO (pugni)                                | Icon Sport: Lawler vs. Niko II       | 25 febbraio 2006  | 1     | 3:38  | Honolulu, Stati Uniti        | Vince il titolo dei Pesi Medi Icon Sport                                          |  |
| Vittoria   | 10–3      | Jeremy Brown     | Sottomissione (armbar)                    | KOTC: Xtreme Edge                    | 17 settembre 2005 | 1     | 2:48  | Indianapolis, Stati Uniti    |                                                                                   |  |
| Vittoria   | 9–3       | Falaniko Vitale  | KO (pugni)                                | Superbrawl: Icon                     | 23 luglio 2005    | 2     | 4:36  | Honolulu, Stati Uniti        | Vince il titolo dei Pesi Medi Superbrawl                                          |  |
| Sconfitta  | 8–3       | Evan Tanner      | Sottomissione (triangolo)                 | UFC 50: The War of '04               | 22 ottobre 2004   | 1     | 2:22  | Atlantic City, Stati Uniti   | Passa ai Pesi Medi                                                                |  |
| Sconfitta  | 8–2       | Nick Diaz        | KO (pugni)                                | UFC 47: It's On!                     | 2 aprile 2004     | 2     | 1:31  | Las Vegas, Stati Uniti       |                                                                                   |  |
| Vittoria   | 8–1       | Chris Lytle      | Decisione (unanime)                       | UFC 45: Revolution                   | 21 novembre 2003  | 3     | 5:00  | Uncasville, Stati Uniti      |                                                                                   |  |
| Sconfitta  | 7–1       | Pete Spratt      | KO Tecnico (infortunio)                   | UFC 42: Sudden Impact                | 25 aprile 2003    | 2     | 2:28  | Miami, Stati Uniti           |                                                                                   |  |
| Vittoria   | 7–0       | Tiki Ghosn       | KO (pugni)                                | UFC 40: Vendetta                     | 22 novembre 2002  | 1     | 1:29  | Las Vegas, Stati Uniti       |                                                                                   |  |
| Vittoria   | 6–0       | Steve Berger     | KO Tecnico (pugni)                        | UFC 37.5: As Real As It Gets         | 22 giugno 2002    | 2     | 0:27  | Las Vegas, Stati Uniti       |                                                                                   |  |
| Vittoria   | 5–0       | Aaron Riley      | Decisione (unanime)                       | UFC 37: High Impact                  | 10 maggio 2002    | 3     | 5:00  | Bossier City, Stati Uniti    | Debutto in UFC                                                                    |  |
| Vittoria   | 4–0       | Saburo Kawakatsu | KO Tecnico (pugni)                        | Shogun 1                             | 15 dicembre 2001  | 1     | 4:49  | Honolulu, Stati Uniti        |                                                                                   |  |
| Vittoria   | 3–0       | Marco Macera     | KO Tecnico (pugni)                        | Extreme Challenge 41                 | 13 luglio 2001    | 1     | 1:19  | Davenport, Stati Uniti       |                                                                                   |  |
| Vittoria   | 2–0       | Landon Showalter | KO (pugni)                                | IFC: Warriors Challenge 13           | 15 giugno 2001    | 1     | 0:14  | Fresno, Stati Uniti          |                                                                                   |  |
| Vittoria   | 1–0       | John Reed        | KO Tecnico (pugni)                        | Extreme Challenge 39                 | 7 aprile 2001     | 1     | 2:14  | Springfield, Stati Uniti     |                                                                                   |  |